# كهف بوينا فيستا
كهف بوينا فيستا (بالإنجليزية: Buena Vista Cave)‏ هو كهف يقع ضمن أقاليم ما وراء البحار البريطانية في منطقة جبل طارق التابعة للتاج البريطاني.